# Camillina capensis
Camillina capensis är en spindelart som beskrevs av Norman I. Platnick och Murphy 1987. Camillina capensis ingår i släktet Camillina och familjen plattbuksspindlar. Inga underarter finns listade.